# Changan Raeton
La Changan Raeton (in cinese: 睿骋) è un'autovettura prodotta dalla casa automobilistica cinese Chang'an Motors dal 2013 al 2019.

## Descrizione
La vettura è stata anticipata dalla concept car CD101 presentata al salone di Shanghai 2009.
La Raeton ha debuttato al Salone dell'auto di Pechino 2012.A La produzione è iniziata a Fangshan il 1 dicembre 2012 ed è stata lanciata sul mercato automobilistico cinese il 16 aprile 2013.
La vettura è basata sulla sesta generazione della Toyota Camry e veniva esportata anche nel mercato russo e sudamericano. La Raeton è stata progettata dal centro stile della Changan situato a Torino in Italia, insieme al SUV CS35 e alla berlina Eado.
Nei Crash Test effettuati nel 2013 dall'ente C-NCAP la vettura ha totalizzato 5 stelle.
Al lancio c'erano disponibili due motorizzazioni a benzina, un 1,8 litri turbo e un 2,0 litri aspirato ambedue con quattro cilindri a benzina. Nel 2017 sono state entrambe sostituite da un propulsore sovralimentato a benzina da 1,5 litri.